# Juffrouw
Juffrouw of mejuffrouw, afgekort als mej., voorheen geschreven als jufvrouw, is een verouderde benaming voor een ongetrouwde vrouw, als tegenhanger van de benaming mevrouw of het Franse madame voor een gehuwde vrouw. In het verleden werd de aanduiding juffrouw ook voor getrouwde vrouwen gebruikt. Dit was dan deftiger dan vrouw maar minder deftig dan mevrouw. In het laatste kwart van de twintigste eeuw is het gebruik van 'juffrouw' in onbruik geraakt.
Een ongetrouwde vrouw uit de hogere kringen werd mejuffrouw genoemd. Een ongetrouwde vrouw uit lagere kringen juffrouw.

## Dagelijks gebruik
Volgens de Nederlandse Taalunie was er een subtiel verschil tussen juffrouw en mejuffrouw. Deze laatste benaming wordt gebruikt in adressen, lijsten en als aanschrijftitel in een brief. In andere situaties en in dagelijks spraakgebruik was juffrouw de gewone vorm.
Thans is (me)juffrouw vrijwel geheel verdwenen. Als gevolg van de emancipatiegedachte is de afkorting 'mw.' ontstaan die in het midden laat of iemand getrouwd of ongetrouwd is. In Angelsaksische landen heeft zich een vergelijkbaar proces voorgedaan. Daar kan men het onderscheid tussen Mrs en Miss vervangen door de neutrale titel Ms. In de Bondsrepubliek Duitsland werd de titel Fräulein in 1972 afgeschaft voor officieel gebruik, in opdracht van het Ministerie van Binnenlandse Zaken.  Duitse spellinggidsen raden aan om altijd Frau te gebruiken. Een recent voorbeeld daarvan is de uitgave van Duden: "Genderleicht: Wie Sprache für alle elegant gelingt" (door Christine Olderdissen, 17.01.2022, ISBN 978-3-411-75675-9).

## Onderwijs
De uitdrukking juffrouw komt vooral nog voor als benaming voor een lerares op een basisschool, ongeacht de huwelijkse staat. Ook op sommige middelbare scholen wordt die term door leerlingen nog wel gebruikt. 

## Verbasteringen
Juffrouw kan in het spraakgebruik op meerdere manieren verbasterd aangetroffen worden, als:
- juffie - ietwat denigrerend gebruikt voor jonge meisjes (alleen gebruikt in Nederland).
- juf - waarmee de eerder genoemde lerares vaak mee wordt aangesproken, gebruikelijk in zowel Nederland als Vlaanderen, vaak in combinatie met de voornaam.